# 阿让特奈
阿让特奈（法語：Argentenay，法語發音：[aʁʒɑ̃tnɛ]）是法国勃艮第-弗朗什-孔泰大区约讷省的一个市镇，位于该省东部，属于阿瓦隆区。

## 地理
阿让特奈（47°48'54"N, 4°6'44"E）面积5.07 平方千米，位于法国勃艮第-弗朗什-孔泰大區约讷省，该省份为法国中北部内陆省份，西接卢瓦雷省，西北接塞纳-马恩省，南至涅夫勒省，东临科多尔省，东北与奥布省接壤。
与阿让特奈接壤的市镇（或旧市镇、城区）包括：昂西勒利布尔、莱济讷、唐莱。

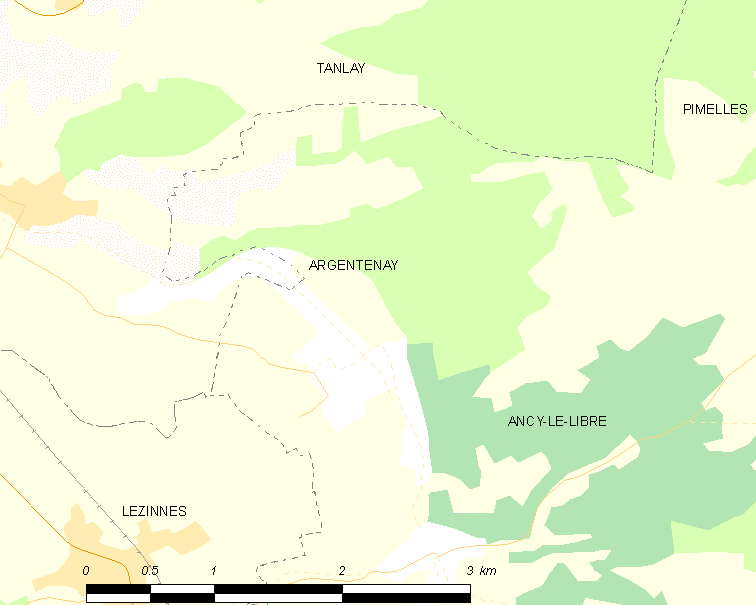
阿让特奈的OSM定位图

阿让特奈的时区为UTC+01:00、UTC+02:00（夏令时）。

## 行政
阿让特奈的邮政编码为89160，INSEE市镇编码为89016。

## 政治
阿让特奈所属的省级选区为托内鲁瓦县。

## 人口

1962-2008年间阿让特奈人口变化图示

阿让特奈于2022年1月1日时的人口数量为79人。